# Getal van Eckert
Het getal van Eckert is een dimensieloos getal dat de verhouding tussen kinetische energie en de verandering in thermische energie weergeeft. Het is gedefinieerd als:
{\displaystyle E={\frac {V_{\infty }^{2}}{c_{p}\Delta T}}}
Daarin is:
{\displaystyle V_{\infty }} de snelheid op grote afstand [m s−1]
{\displaystyle c_{p}} de warmtecapaciteit bij constante druk [J K−1 kg−1]
{\displaystyle \Delta T} het temperatuursverschil [K]
Het getal is genoemd naar Ernst R.G. Eckert (1905-2004).
Archimedes ·
Atwood ·
Bagnold ·
Bejan ·
Biot ·
Bond ·
Brinkman ·
capillair getal ·
Cauchy ·
Damköhler ·
Darcy ·
Dean ·
Deborah ·
Eckert ·
Ekman ·
Eötvös ·
Euler ·
Froude ·
Galilei ·
Graetz ·
Grashof ·
Görtler ·
Hagen ·
Iribarren ·
Keulegan-Carpenter ·
Knudsen ·
Laplace ·
Lewis ·
Mach ·
Marangoni ·
Morton ·
Nusselt ·
Ohnesorge ·
Péclet ·
Prandtl ·
Rayleigh ·
Reynolds ·
Richardson ·
Roshko ·
Rossby ·
Rouse ·
Schmidt ·
Sherwood ·
Shields ·
Stanton ·
Stokes ·
Strouhal ·
Stuart ·
Suratman ·
Taylor ·
Ursell ·
Weber ·
Weissenberg ·
Womersley